# Michal Pixa
Michal Pixa (* 13. dubna 1960), známý také pod přezdívkami VZ2 a Pixiess, je český kytarista a zpěvák, nejvíce známý jako zakládající člen skupiny Visací zámek a jako člen skupiny Frekvence. V civilním povolání je vedoucím IT oddělení u české pobočky rakouské firmy Strassenbau AG.

## Diskografie

### Visací zámek

#### Alba
- Visací zámek (1990)
- Start 02 (1991)
- Three Locks (1992)
- Traktor (1993)
- Jako vždycky (1994)
- Sex (1996)
- Visací zámek znovu zasahuje (2000)
- Punk! (2005)
- Klasika (2010)
- Punkový Království (2015)
- Anarchie a totál chaos (2020)